# 徐承嗣
徐承嗣（1504年—？），字克敬，號龍陂，四川潼川州遂寧縣人，民籍，明朝政治人物。

## 生平
嘉靖四年（1525年）乙酉科四川鄉試第二十二名舉人，嘉靖二十六年（1547年）中式丁未科會試第三百五名，三甲第五十一名進士。都察院觀政，歷官行人、户部主事。

## 家族
曾祖徐綱，成化進士；祖父徐大邦；父徐忠；母何氏。永感下。妻郭氏。兄徐承宗、徐承祖，弟徐承順、徐承宣、徐承教、徐承學、徐承顏。
子徐济、徐澤（生员）、徐润、徐溥、徐溢。